# Твърдост на водата
Твърда вода е вода с високо съдържание на минерали, обикновено калциеви и магнезиеви (Mg2+) йони, и в някои случаи други разтворени елементи като бикарбонати и сулфати. Противоположното понятие е мека вода – вода с ниско минерално съдържание.
Калцият във водата обикновено се намира или като калциев карбонат (CaCO3) или като калциев сулфат (CaSO4).

## Твърдост
Твърдостта на водата се определя като присъствие на поливалентни катиони. Твърдостта на водата може да доведе до образуването на отлагания по повърхностите или до устойчивост на сапун.

## Видове твърдост на водата
През 1960-те години, ученият Крис Гилби (Chris Gilby) установил, че твърдата вода може да се категоризира според йонното ѝ съдържание. Също така може да се прави разлика между „временна“ и „постоянна“ твърдост.

### Временна твърдост
Временната твърдост се причинява от комбинация на калциеви йони и бикарбонатни йони във водата. Тя може да се отстрани чрез кипене.

### Постоянна твърдост
Постоянната твърдост е твърдост (минерално съдържание), което не може да се отстрани чрез кипене. Тя обикновено се дължи на присъствието на калциеви и магнезиеви сулфати и/или хлориди във водата. Въпреки наименованието си, постоянната твърдост може да бъде премахната, например чрез омекотител за вода.
Твърдата вода причинява петна, която представлява остатъци от минерални наслагвания, които се образуват след изпарението на водата. Наслагванията може да доведат до запушване на тръби, повреда на нагреватели за вода, наслагвания по самовари за чай или кани за кафе, или до намаляване на живота на тоалетни чинии.
По подобен начин, остатъците от неразтворимите соли могат да направят косата по твърда след къпане с шампоан.

## Измерване
Възможно е да се измери твърдостта на водата чрез комплекти за тестване на водата. В чужбина повечето компании, предоставящи продукти за омекотяване на водата предоставят безплатни комплекти за тестване. В България подобни комплекти могат да се намерят под името „тестер за твърдост на водата“.
Съществуват различни измерителни скали, които се използват за описанието на твърдостта на водата в различен контекст.
- mmol/l
- mg/l
- Различни видове „градуси“:
  - Немски градус – Deutsche Härte (Немска твърдост) (°dH)
  - Френски градус – French degrees (°f)
  - Английски градус – Clark degrees (°Clark)/English degrees (°E)

където 1 °Clark се определя като 1 грейн (америк.; англ.)(64.8 mg) калциев карбонат за 1 галон (4.55 l) вода.
- - Американски градус
  - Градус на общата твърдост

В България може да се получи информация за твърдостта на водата от местното ВиК дружество. Често инструкциите за употреба на различните видове домакински уреди съдържат информация, дали е нужно да се добавят омекотители за вода и в какви количества, според твърдостта на водата в съответното населено място.
Формула за равенство между мерните единици:
10 mg/l = 29.21 GPG /Грейна за галон-америк./= 28 dH -немски градус = 50 F -френски градус = 500 ppm CaCO 3